# 青森総合鉄道部
青森総合鉄道部（あおもりそうごうてつどうぶ）は、青森県青森市にある日本貨物鉄道（JR貨物）東北支社の現業機関である。
2000年（平成12年）4月に、乗務員基地である青森機関区（→運転課）と、駅である青森信号場（→輸送課）を統合して発足した。青い森鉄道の運輸管理所（旧東日本旅客鉄道（JR東日本）青森車両センター東派出所）が隣接している。
東青森駅構内に電気機関車の仕業検査を行う東青森派出を、八戸貨物駅構内に貨車検修拠点の八戸派出（旧八戸貨車区） を、盛岡貨物ターミナル駅構内に乗務員基地の盛岡貨物ターミナル派出を、それぞれ設置している。

## 沿革
これ以前の沿革は青森車両センター#東派出所を参照のこと。
- 1987年（昭和62年）
  - 3月1日：日本国有鉄道（国鉄）青森機関区から機関車検修部門を青森東運転区として分離[3]。青森機関区は貨物列車乗務員基地となる[3]。
  - 4月1日：国鉄分割民営化により、青森機関区を日本貨物鉄道に継承[4]。JR貨物の機関車の仕業検査業務・誘導入換業務をJR東日本に委託。
    - JR貨物に帰属する青森機関区の資産は機関区庁舎のみ[1]。それ以外の車両基地構内部分はJR東日本に帰属[1]。青森信号場（旧青森操車場）はJR貨物に帰属[1]。
- 2000年4月1日：青森機関区と青森信号場を統合し、青森総合鉄道部が発足[1]。旧青森機関区は運転課、旧青森信号場は輸送課となる[1]。
- 2002年12月1日：JR東日本から受託していた青森駅構内の列車入換（DE10形牽引）の運転業務（青森信号場 - 青森駅 - 青森車両センター間）の受託を解除（客車列車の快速海峡が廃止されたため）。
- 2008年3月15日：青い森鉄道への移管に備え、青森車両センター東派出所が廃止されたことに伴い、仕業検査業務・車両基地構内の誘導入換業務のJR東日本への委託を解除。仕業検査業務を直轄化、誘導入換業務を八戸臨海鉄道へ委託（青森信号場構内の操車業務は従前から八戸臨海鉄道に委託[1]）。
- 2010年12月4日：車両基地部分（旧青森車両センター東派出所）に青い森鉄道の運輸管理所が設置される。

## 運転士乗務範囲

### 本所
- 東北本線・いわて銀河鉄道線・青い森鉄道線：盛岡貨物ターミナル駅 - 青森信号場間[5]
  - 新幹線との共用区間を走行することから、乗務員の技量維持には特に万全を期す必要があり、五稜郭機関区とともにEH800形電気機関車の運転シミュレーターが設置されている[6][7]。
- 奥羽本線：秋田貨物駅 - 青森信号場間[5]
- 津軽海峡線：青森信号場 - 五稜郭駅間[5]

### 盛岡貨物ターミナル派出
- 東北本線・いわて銀河鉄道線・青い森鉄道線：東仙台信号場 - 青森信号場間[5]